# 中衍
中衍（?—?），中国商朝人物。嬴姓。伯益的后裔。记载他是鸟身人言，一种说法身体是鸟而能人言，另一种说法是口和手足像鸟。商帝太戊使之为他驾车，把女儿嫁给了他。中衍是春秋战国时代秦国、赵国的祖先。曾孫戎胥軒，玄孙中潏。